# Сен-Пе-де-Леран
Сен-Пе-де-Лера́н (фр. Saint-Pé-de-Léren, окс. Sent Pèr de Lèren) — коммуна во Франции, находится в регионе Аквитания. Департамент — Атлантические Пиренеи. Входит в состав кантона Ортез и Тер-де-Гав и дю Сель. Округ коммуны — По.
Код INSEE коммуны — 64494.

## География
Коммуна расположена приблизительно в 650 км к югу от Парижа, в 155 км южнее Бордо, в 60 км к западу от По.
На востоке коммуны протекает река Гав-д’Олорон, а на западе — река Банью.

### Климат
Климат тёплый океанический. Зима мягкая, средняя температура января — от +5°С до +13°С, температуры ниже −10 °C бывают редко. Снег выпадает около 15 дней в году с ноября по апрель. Максимальная температура летом порядка 20-30 °C, выше 35 °C бывает очень редко. Количество осадков высокое, порядка 1100 мм в год. Характерна безветренная погода, сильные ветры очень редки.

## Население
Население коммуны на 2010 год составляло 258 человек.
| 1962 | 1968 | 1975 | 1982 | 1990 | 1999 | 2010 |
| ---- | ---- | ---- | ---- | ---- | ---- | ---- |
| 228  | 217  | 200  | 207  | 207  | 205  | 258  |

## Администрация
| Период | Период | Фамилия      | Партия | Примечания |
| ------ | ------ | ------------ | ------ | ---------- |
| 1995   | 2020   | Бернар Сафор |        |            |

## Экономика
В 2010 году среди 156 человек трудоспособного возраста (15-64 лет) 110 были экономически активными, 46 — неактивными (показатель активности — 70,5 %, в 1999 году было 69,9 %). Из 110 активных жителей работали 97 человек (53 мужчины и 44 женщины), безработных было 13 (9 мужчин и 4 женщины). Среди 46 неактивных 13 человек были учениками или студентами, 18 — пенсионерами, 15 были неактивными по другим причинам.

## Фотогалерея
- Церковь Св. Петра
- Карта коммуны